# Mogyoró

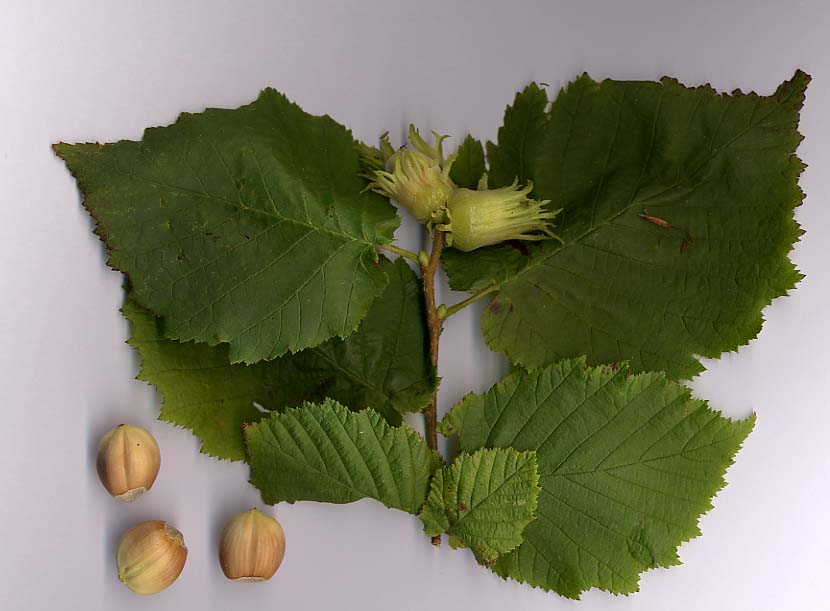
Európai mogyoró levele és termése

A mogyoró (Corylus) a nyírfafélék (Betulaceae) családjának egyik nemzetsége, az ide tartozó növények ehető termésük miatt már az őskorban is kedveltek voltak.

## Származása, élőhelye
Őshonos Nyugat-Ázsiában, a Balkán-félszigeten, Kelet-Ázsiában, Észak-Amerikában. Ősidők óta termesztik Törökországban, Olaszországban, Spanyolországban, Görögországban, később Amerikában, Franciaországban és Angliában. A legtöbb mogyorót Olaszország és Törökország termeszti, és főleg az észak-európai országokba exportálják.
A magyar erdőkben termett mogyorót rendszeresen gyűjtötték, de (annak ellenére, hogy őshonos) a többi gyümölcsfajtól eltérően sokáig nem termesztették; saját fajtáink sincsenek. Üzemi termesztésére máig alig van példa, a nagycsérpusztai kultúrát felszámolták. Ma a legjelentősebb ültetvény Balatonbogláron található.

## Megjelenése, felépítése
A fajok többsége bokor termetű, néhány faj azonban fává cseperedik. A bokor termetű fajok rendszeresen sarjakat fejlesztenek – a fák nem. A mogyoróbokor 2–7 m, a törökmogyorófa pedig 15–25 m magasra nő.
A magról szaporított mogyoró főgyökérzetet növeszt, a bujtással, dugványozással szaporított példányok viszont járulékos gyökérzetet. Minden mogyorófaj egylaki (azaz egy növényen találhatók a porzós és a termős virágok is) és váltivarú (azaz a porzós és a termős virágok egymástól külön fejlődnek ki, a mogyorók esetén virágzatban).
A barkák murvalevelekből, előlevelekből és csupasz virágokból állnak. Többnyire nyolc porzójuk van, a portokok hosszant felrepedve nyílnak. A termős virágok a hajtórügyektől megkülönböztető, kármin színű bibepamattal nyílnak, egy-egy virágzatban 4–16 egyszerű nővirággal.
A mogyoróvesszőn hajtó- és vegyes rügyek nőnek. A hajtórügyből terméketlen, a vegyes rügyekből pedig termést hozó hajtások fejlődnek. A mogyoró termése makk, amit kupacs burkol. A nővirág magházában két magkezdemény található. A mag két nagy, ehető sziklevélből áll (táplálószövet nincs); az embrió a sziklevelek között helyezkedik el.

## Életmódja, termesztése
Fény- és vízigényes: évi csapadékigénye 600‑700 mm. Öntözött kultúrában gyakran kétszeres termést hoz. A szélre különösen érzékeny, ezért lankás és szélvédett területekre telepítik. Leginkább a jó vízgazdálkodású, tápanyagban gazdag, közepesen kötött talajokon érzi jól magát.
Magvetés után legkorábban 5-6 év múlva kezd teremni, és mintegy 45–60 évig terem. Az erősítő iskolában nevelt bujtványok, dugványok a kiültetés utáni második, harmadik évben fordulnak termőre. A teljes termés időszaka 15-20 év, utána a termés 15 évig fokozatosan csökken.
Közepesen fagyérzékeny: hazánkban húsz év alatt mintegy négyszer egyáltalán nem termett a fagy miatt. A fajták többségénél nagy gond a rövid nyugalmi időszak: a nővirágok gyakran már decemberben nyílnak, a hímvirágok többnyire február közepe után. A jelenség egyfajta genetikai védekezés az önbeporzás ellen, tehát a mogyoró többnyire önmeddő; eredményesen csak idegen beporzással termeszthető.
A nyugalmi idő hossza függ az időjárástól. A nővirágok +4 – +9 °C-nál nyílnak, a barka +9 °C fölött. Kizárólag a szél porozza (egy-egy barka 4–11 millió virágporszemet termel). Bár a méhek táplálkoznak a barka virágporával, de a nővirágokat nem keresik fel.
A bokormogyorót saját gyökéren szaporítják, míg a magas törzsű oltványokhoz törzsképzőnek törökmogyoró magoncokat használnak. A termesztett fajták virágainak fagytűrését növelni kell.
A hazánkban termesztett mogyorófajták (Barcelona, Bollwilleri csoda, Római mogyoró) jórészt a pontusi fajtakörbe tartoznak. Gömbölyű termésük a kupacsból kihull. A csöves mogyoró származékai a Lambert-mogyorók – ezek makkja megnyúlt, hengeres, az összeszűkülő, hosszú kupacsból éretten sem hullik ki. Néhány termesztett fajt kialakításában a nálunk is honos európai mogyorónak volt döntő szerepe. Hibrid fajta a Zelli (a Cosford) és más olyan Lambert-származékok, amelyek érett makkja kihull a kupacsból.
A mogyorót ősszel a legjobb ültetni. Ha tavasszal ültetjük, rendszeresen öntözni kell. Az ültetés mélysége nagyon fontos: a legmagasabb oldalgyökerek 5–7 cm-rel kerüljenek a talaj alá. Ha magasra ültetjük, a szárazságtól szenved, ha mélyre, akkor pedig túl sok sarjat fejleszt. A megfelelő termékenyüléshez célszerű legalább három fajtát vegyesen telepíteni. A telepítés gyakori sor- és tőtávolsága 7 m × 4 m.
A mogyoróbokrot az első év tavaszán erőteljesen vissza kell vágni, különösen akkor, ha a tő gyenge és a gyökérzet hiányos. Csak laza korona terem olyan, 15–70 cm-es vesszőket, amelyeken elég sok lesz a vegyes rügy, tehát a termés. Termőkorban a hetedik év után évente metszünk. A letermett vesszőket az utolsó vegyes rügy (nővirágot is tartalmazó képlet) felett két rügyre vágjuk vissza, vagy a vesszőket egyszerűen a felére kurtítjuk, hogy segítsük az oldalelágazódást.
A folyamatosan előtörő tősarjakat tavasszal távolítjuk el. A sarjak rendszeres irtása különösen az első négy évben fontos. Termőre fordult ültetvényben különböző gyomirtó vegyszereket is használhatunk.
Az érő makk héjának alsó fele megbarnul. A Zelli típusú fajták kiperegnek, a Lambert típusú fajták a kopácsban maradnak. A termés nem egyszerre érik, ezért 2-3 naponta kell szedni. Ha a mogyorót éretlenül takarítjuk be, akkor magja ráncosodhat. A tárolás előtt le kell mosni róla a port, el kell távolítani a léha makkokat. A klóros mosóvíz fertőtleníti a terményt, amit padlóra terítenek, és száraz helyen gyakorta forgatják. A mogyorót erős szagú terménnyel ne tároljuk együtt! Fagymentes helyen májusig könnyen tárolható.

## Termesztése
A mogyoró egy olyan növény, amelyet számos helyen termesztenek a világban. 2021-ben a mogyorót több mint 30 országban termesztették, és az éves termés mennyisége meghaladta az 1 millió tonnát.
A világ legnagyobb mogyoró termelői közé tartozik Törökország, Olaszország, az Egyesült Államok, Azerbajdzsán és Grúzia. Ezek az országok a 2021-es termelésük alapján az első öt helyen álltak. 2021-ben Törökország az éves világ mogyoró termésének a 63%-át adta.

## Kártevői
Gombás betegségei közül a leggyakoribb a mogyorólisztharmat (Phyllactinia guttata). A mogyorót a tölgyesektől távol kell tartani, mert fertőzheti a tölgylisztharmat is. További gond a moníliás mogyoróhullás.
A rovarkártevők legfontosabbika a mogyoró-gubacsatka, ami a rügyek rendellenes duzzadását, deformálódását idézi elő. A mogyoró-gubacsatka ellen nyár közepéig kell védekeznünk – egyúttal figyelhetünk a mogyoró-takácsatka kártételére is. A mogyoró- és esetenként a tölgymakkormányos is komoly problémát okozhat: ezek imágói május harmadik dekádjától június végéig repülnek; a rajzás fő időszaka hazánkban június első felében esedékes. A mogyoróormányos rajzását jól nyomon követhetjük higanygőz-izzóval ellátott fénycsapdával. A mogyorószüret közepén-végén a Pantilius tunicatus poloskafaj okozhat még károkat. A poloskák a barkákat szívogatják, amitől azok megbarnulnak; részleges pusztulásuk a következő évi termést veszélyezteti.

## Felhasználása
A mogyoró termése értékes tápanyag: mintegy 60% zsírt, 14% fehérjét, 5 mg/100 g C-vitamint tartalmaz. Olajtartalma miatt 100 grammonként nagyjából 560 kalóriát tartalmaz. Ez a növényi zsiradék alapvetően telítetlen zsírsavakból áll, amelyek nem növelik a koleszterinszintet és nem károsítják az érfalakat – ezért fogyasztása csökkenti a szívbetegségek kockázatát. Emellett sok benne a növényi rost, meglehetősen sok B1-, B2-, H- és E-vitamint és minden más élelmiszernél több rezet tartalmaz.